# Лесное (Михайловский сельский округ)
Лесное (каз. Лесное) — село в Карабалыкском районе Костанайской области Казахстана. Входит в состав Михайловского сельского округа. Находится примерно в 32 км к юго-западу от районного центра, посёлка Карабалык. Код КАТО — 395047200.

## Население
В 1999 году население села составляло 393 человека (196 мужчин и 197 женщин). По данным переписи 2009 года, в селе проживало 277 человек (135 мужчин и 142 женщины).